# 腸粉

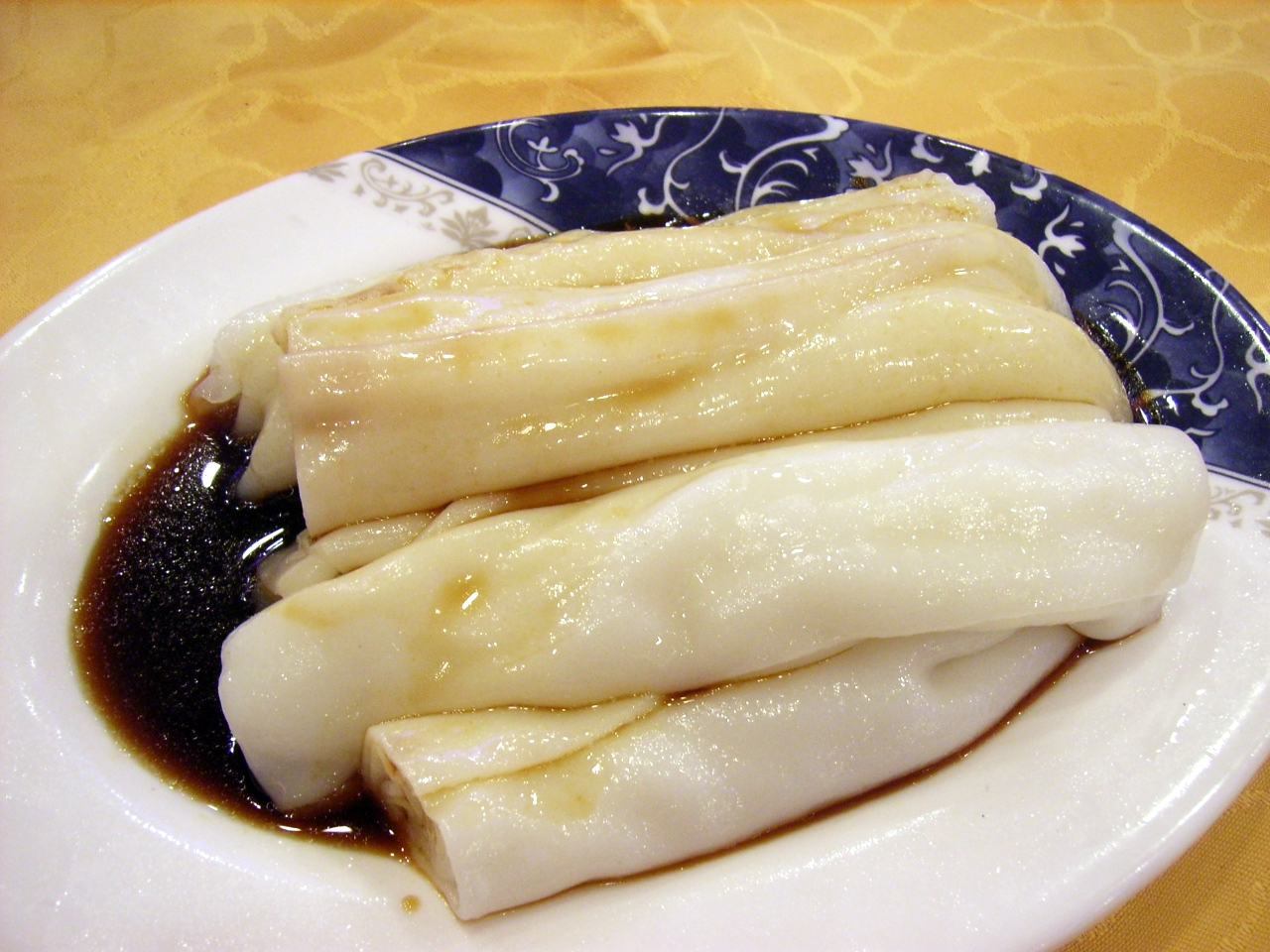
腸粉

腸粉（ちょうふん、広東語 チョンファン cheung2 fan2、北京語 チャンフォン chángfěn）は、コメを原料に作る広東式点心の一種。「猪腸粉」（ちょちょうふん、広東語 ジューチョンファン jyu1cheung2fan2、北京語 ジューチャンフォン zhūchángfěn）ともいい、中国語では「拉腸」（ラーチャン、lācháng）ともいう。

## 概要
広州市内の西関地区の料理店泮塘荷仙館で1930年代か1940年代に考案されたとされる広州料理のひとつ。順徳料理の「黄但粉」は1927年ごろ考案されたとされているため、これが改変されてできた可能性がある。
現在、香港や広州の朝食メニューや飲茶の点心として一般的な食品となっており、広東省や中国各地や広東料理レストランでも食べられている。粥の専門店のサイドメニューとしてもよくみられる。蒸して作るライスヌードルの一種（「粉」は挽いた米で作ったものを指す）で筒状に丸められた形がブタの腸に似ていることから名付けられた。味がほとんど付いていないので、肉などの具を巻き込んだり、オイスターソースや醤油だれをかけたり、唐辛子味噌などを付けて食べる。

## 製法
底に布を敷いた枠を使う「布拉腸粉」と、バットで作る「手拉腸粉」がある。
水につけたインディカ米を石臼やミキサーにかけて、乳液状にし、浮き粉（小麦でん粉）やコーンスターチ、塩等を加えて食感を調整する。「布拉腸粉」の場合、木枠に布をかけて、容器とし、乳液状の原料を薄い層になるように流し込んで、10分余り蒸し、布ごと枠からはずして、具（牛肉やエビやチャーシューなど）を巻き込む場合は上に乗せ、端から丸めるように布から分離する。食べやすい長さに包丁や料理鋏で切って、皿に載せてタレを入れて出す。
暖かさと、表面のしっとり感を保つために、皿ごと蒸しておく場合もある。その場合は、客の目の前で調理用はさみなどで、いくつかに切りわけ、中国溜まり醤油や醤油ベースのたれと油をかける。刻みネギや煎りゴマを散らす場合もある。マレーシアでは甘みのある味噌だれをつける事も多い。
なお、潮州や汕頭で作られるものは原料の配合が違う。

## 種類

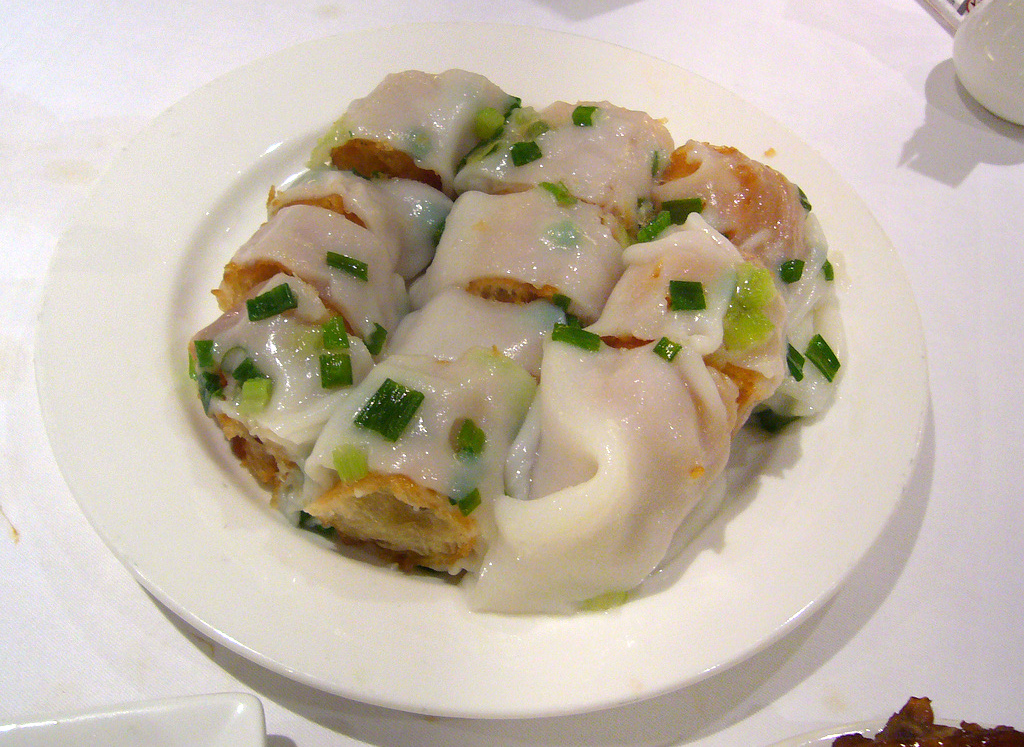
炸両

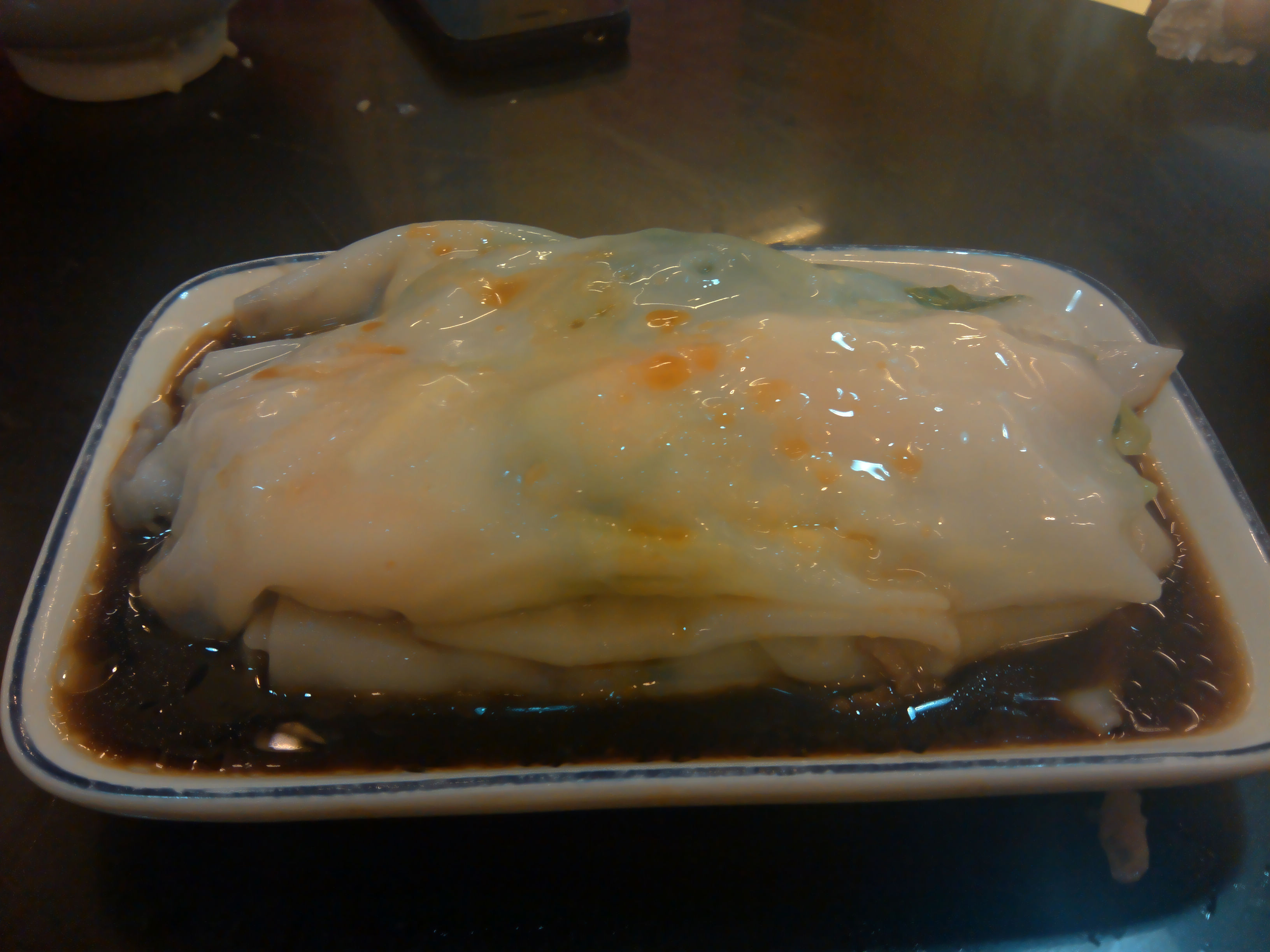
牛肉鮮蝦腸粉

中に巻き込む具には、剥きエビ、干しエビ、チャーシュー、牛肉などの肉、魚肉などが多い。前に具の名前が付く場合、「腸粉」を「腸」と略していうことも多い。例えば、「叉焼腸粉」を「叉焼腸」と略していう。近年は、焼きそばのように、味をつけて炒めて出す場合もある。
- 「鮮蝦腸粉」 - 蒸しエビ腸粉
- 「蝦米腸粉」 - 干しエビ入り腸粉
- 「叉焼腸粉」 - チャーシュー腸粉
- 「牛肉腸粉」 - 牛肉腸粉
- 「猪肉腸粉」 - 豚肉腸粉
- 「魚片腸粉」 - 魚の切り身の腸粉
- 「炸両」 - 油条の腸粉包み
- 「甜腸」 - 生地に砂糖を混ぜ込んだ甘い腸粉